# 塞尔农 (马恩省)
塞尔农（法語：Cernon，法語發音：[sɛʁnɔ̃]）是法国马恩省的一个市镇，属于香槟沙隆区。

## 地理
塞尔农（48°50'25"N, 4°20'38"E）面积16.1 平方千米，位于法国大東部大區马恩省，该省份为法国东北部内陆省份，北起阿登省，西北接埃纳省，西南接塞纳-马恩省，南至奥布省，东南接上马恩省，东临默兹省。
与塞尔农接壤的市镇（或旧市镇、城区）包括：比西莱特雷、库佩、多马坦莱特雷、马恩河畔迈里、科勒河畔圣康坦。

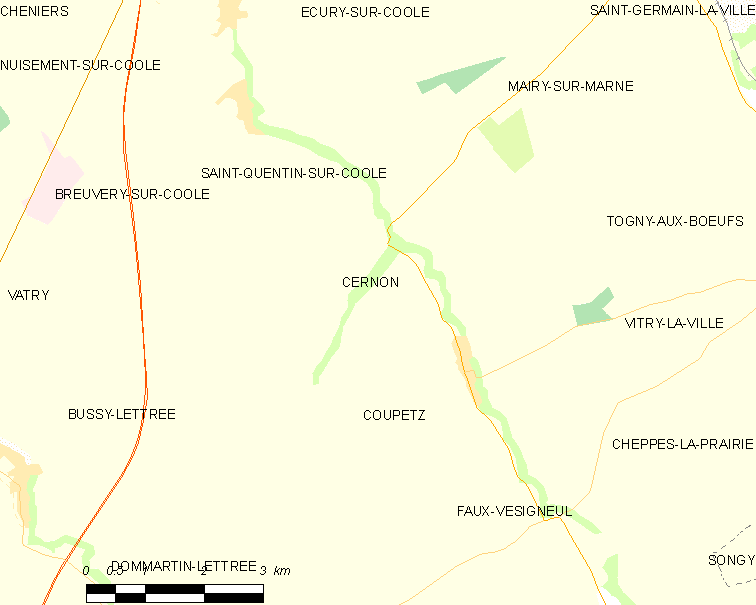
的OSM定位图

塞尔农的时区为UTC+01:00、UTC+02:00（夏令时）。

## 行政
塞尔农的邮政编码为51240，INSEE市镇编码为51106。

## 政治
塞尔农所属的省级选区为香槟沙隆第三县。

## 人口

1962-2008年间人口变化图示

塞尔农于2022年1月1日时的人口数量为126人。